# Збройні сили Нігерії
Збройні сили Нігерії (англ. Nigerian Armed Forces) — сукупність військ Федеративної Республіки Нігерія, призначена для захисту свободи, незалежності і територіальної цілісності держави. Складаються з сухопутних військ, військово-морських сил та повітряних сил.

## Склад збройних сил

### Повітряні сили
Станом на 2019 рік повітряні сили Нігерії мали приблизно 15000 чоловік особового складу.
В даний час повітряні сили Нігерії складаються з шести командувань, а саме:
- Тактичне повітряне командування зі штабом у Макурді
- Командування спеціальних операцій зі штабом у Баучі
- Командування мобільності зі штабом в Єнагоа
- Командування повітряної підготовки зі штабом у Кадуні
- Командування наземної підготовки зі штабом в Енугу
- Командування логістики зі штабом у Лагосі

За даними журналу FlightGlobal, станом на 2020 рік, на озброєнні повітряних сил Нігерії були 21 бойовий, 1 патрульний, 3 розвідувальних, 21 транспортний, 25 навчально-тренувальних літаків, 36 багатоцільових і бойових і 13 навчальних вертольотів.
| Тип            | Виробництво       | Призначення                  | Кількість | Примітки     |        |
| Літаки         | Літаки            | Літаки                       | Літаки    | Літаки       | Літаки |
| -------------- | ----------------- | ---------------------------- | --------- | ------------ | ------ |
| Alpha Jet      | Німеччина Франція | навчально-бойовий літак      | 13        |              |        |
| EMB-314        | Бразилія          | штурмовик                    |           | замовлено 12 |        |
| F-7            | КНР               | винищувач                    | 8         |              |        |
| JF-17          | КНР Пакистан      | винищувач                    |           | замовлено 3  |        |
| ATR 42         | Італія Франція    | морський патрульний літак    | 1         |              |        |
| King Air 350   | США               | розвідувальний літак         | 3         |              |        |
| C-130H         | США               | транспортний літак           | 3         |              |        |
| Dornier 128    | Німеччина         | транспортний літак           | 11        |              |        |
| Dornier 228    | Німеччина         | транспортний літак           | 5         |              |        |
| G.222          | Італія            | транспортний літак           | 1         |              |        |
| King Air 350   | США               | транспортний літак           | 1         |              |        |
| FT-7           | КНР               | навчальний винищувач         | 1         |              |        |
| L-39           | Чехословаччина    | навчально-бойовий літак      | 8         |              |        |
| MB-339         | Італія            | навчально-бойовий літак      | 6         |              |        |
| MFI-395        | Пакистан          | навчально-тренувальний літак | 10        |              |        |
| Вертольоти     |                   |                              |           |              |        |
| AW109          | Італія            | багатоцільовий вертоліт      | 4         |              |        |
| AW139          | Італія            | багатоцільовий вертоліт      | 1         |              |        |
| Bell 412       | США               | багатоцільовий вертоліт      | 2         |              |        |
| EC135          | Німеччина Франція | багатоцільовий вертоліт      | 3         |              |        |
| AS.332         | Франція           | багатоцільовий вертоліт      | 5         |              |        |
| Ми-17 / Ми-171 | СРСР              | багатоцільовий вертоліт      | 6         | 6 замовлено  |        |
| Ми-24 / Ми-35  | СРСР              | транспортно-бойовий вертоліт | 15        | 18 замовлено |        |
| AW109          | Італія            | навчальний вертоліт          | 12        |              |        |
| Ми-34          | СРСР              | навчальний вертоліт          | 1         |              |        |

Розпізнавальний знак
Розпізнавальний знак низької видимості
Знак на кіль